# Schloss Buttlar

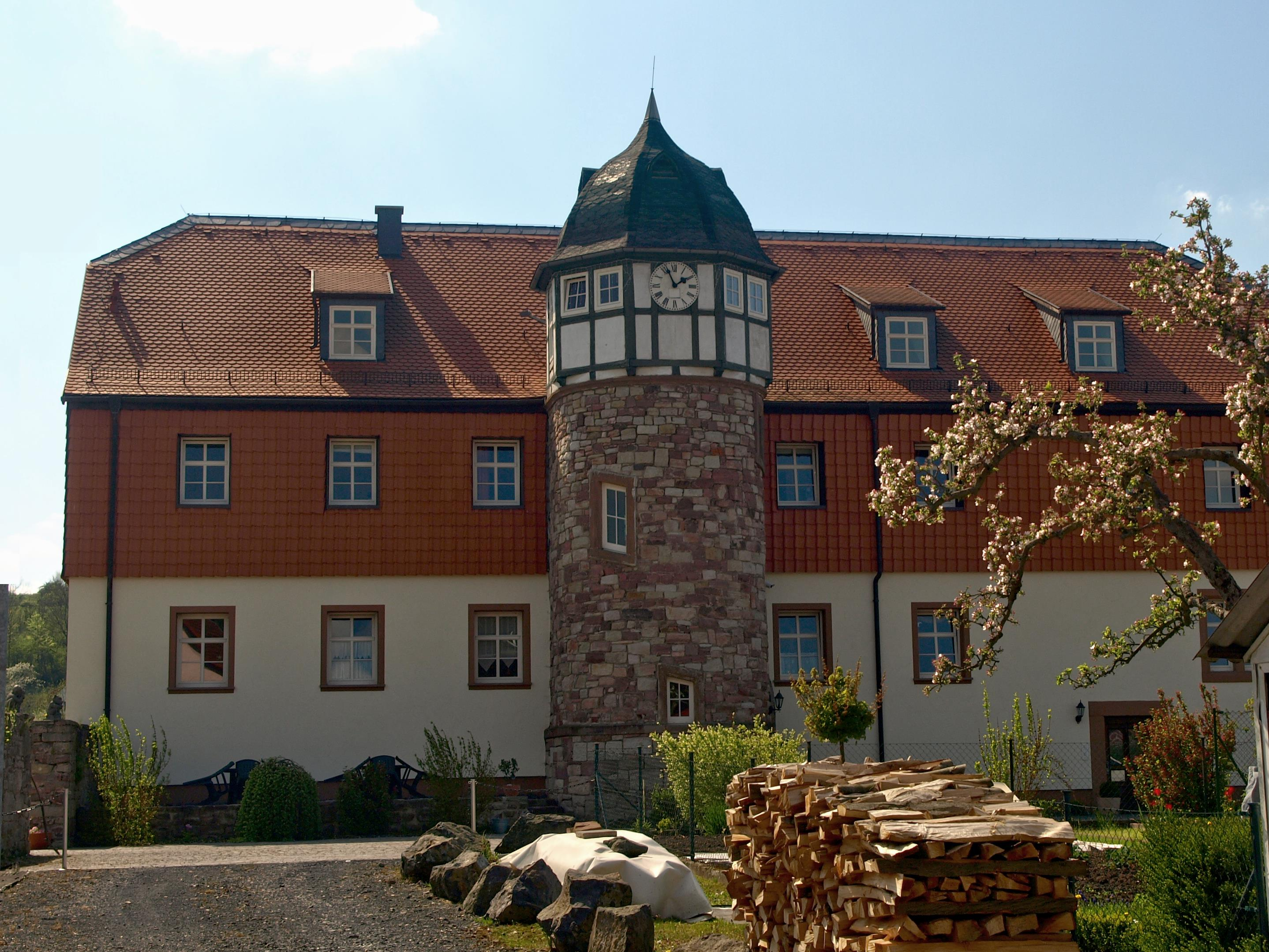
Das Schloss in Buttlar

Das Schloss Buttlar ist eine frühere Wasserburg und ein Kulturdenkmal in Buttlar im Wartburgkreis in Westthüringen. Es ist der vormalige Stammsitz der Adelsfamilie Buttlar sowie deren Ableger Treusch von Buttlar, Treusch von Buttlar-Brandenfels und Butler.

## Geschichte
Das heutige Schloss ist bereits 1170 als Burg nachweisbar, einige Fundamente des Schlosses stammen aus jener Zeit. Um 1170 erwarben die Ritter von Butiler Lehensbesitz in der Umgebung der Burg, der bis um 1285 in deren Besitz bleibt. 1456 erwarb Johannes von Buttlar die Burg zurück, die ab dem 16. Jahrhundert als Schloss benannt ist. Von ca. 1620 bis in die 1720er Jahre gehört es derer von Kötschau.
Johann Anton Franz von Buttlar, Bruder des Fuldaer Abtes und Reichsfürsten Konstantin von Buttlar, erwirbt das Stammgut im Jahr 1726. Er verfüllt den Graben der Wasserburg und gestaltet an seiner Stelle den Schlosspark. 1813 logierte Napoleon im Schloss, musste es aber fluchtartig verlassen, wobei seine Truppen das Schloss in Brand setzten. Nach dem Tode Heinrich von Buttlar ohne Nachkommen fiel das Schloss an den Großherzog von Sachsen-Weimar-Eisenach.
Ludwig von Buttlar-Elberberg, Landrat des Kreises Wolfhagen in Hessen-Nassau, erwarb es 1898 in den Familienbesitz zurück. Nach seinem Tod bewohnen seine Söhne Georg (bis 1937) und Edgar (bis 1945) das Schloss. Nach Ende des Zweiten Weltkrieges lag Buttlar in der Sowjetischen Besatzungszone. Die Sowjetische Militäradministration in Deutschland enteignete das Schloss.
In der DDR wurde das Schloss unter anderem als Verwaltungsgebäude und Jugendclub genutzt und verfiel. Seit 1999 befindet es sich wieder in Privatbesitz und wurde bis 2005 aufwändig restauriert.